# Anoda abutiloides
Anoda abutiloides är en malvaväxtart som beskrevs av Samuel Frederick Gray och S. Wats.. Anoda abutiloides ingår i släktet glansmalvor, och familjen malvaväxter. Inga underarter finns listade i Catalogue of Life.